# Pimpla tarapacae
Pimpla tarapacae är en stekelart som först beskrevs av Porter 1970.  Pimpla tarapacae ingår i släktet Pimpla och familjen brokparasitsteklar. Inga underarter finns listade i Catalogue of Life.